# Stop That Bus!
Stop That Bus! è un cortometraggio muto del 1903 diretto da Percy Stow.

## Trama
Determinata a prendere l'omnibus, un'anziana signora si piazza in mezzo alla strada per segnalare la sua intenzione al conducente. Ma questi sembra non prenderla in considerazione. Lei, allora, afferra le redini dei cavalli per fermare il mezzo, scatenando un'accesa discussione con gli occupanti dell'omnibus.

## Produzione
Il film fu prodotto dalla Hepworth.

## Distribuzione
Distribuito dalla Hepworth, il film - un cortometraggio della durata di due minuti per il quale venne usato anche il titolo How the Old Woman Caught the Omnibus - uscì nelle sale cinematografiche britanniche nel dicembre 1903. Nello stesso periodo, venne distribuito anche negli Stati Uniti attraverso l'American Mutoscope & Biograph. Nel 1905, un'ulteriore distribuzione sul mercato americano venne curata dalla Kleine Optical Company.
Copia della pellicola, un positivo 35 mm, viene conservata negli archivi della Library of Congress.